# Giuseppe Cirò
Pas d'image ? Cliquez ici
Giuseppe Cirò, né le 28 novembre 1975 à Rossano est un pilote automobile italien. Il compte notamment deux participations aux 24 Heures de Spa.

## Biographie
En 2005, il participe à la totalité des courses du championnat du monde des voitures de tourisme,.
En 2007, il oriente sa carrière vers l'endurance où il pilote les Ferrari de l'écurie Advanced Engineering en Italian GT. Il remporte la deuxième course de la manche qui a lieu à Vellelunga.
En 2012, il participe à quelques manches des Blancpain Endurance Series dont les 24 Heures de Spa pour la première fois de sa carrière, il y participe à nouveau l'année suivante,. En parallèle, il pilote une Ferrari 458 Italia GT3 exploitée par AF Corse, en championnat d'Europe FIA GT3. Il y effectue un bon début de saison, avec un podium à Nogaro et deux victoires à Zolder,. La même année, avec la même écurie et la même voiture, il remporte les 6 Heures de Misano, troisième manche de l’Endurance Champions Cup.

## Résultats

### Résultats en championnat du monde des voitures de tourisme
| Année | Équipe             | Voiture  | 1         | 2        | 3        | 4        | 5        | 6        | 7         | 8        | 9        | 10      | 11       | 12       | 13       | 14       | 15       | 16       | 17       | 18       | 19        | 20      | Classement | Points |
| ----- | ------------------ | -------- | --------- | -------- | -------- | -------- | -------- | -------- | --------- | -------- | -------- | ------- | -------- | -------- | -------- | -------- | -------- | -------- | -------- | -------- | --------- | ------- | ---------- | ------ |
| 2005  | Proteam Motorsport | BMW 320i | ITA 1 Abd | ITA 2 18 | FRA 1 21 | FRA 2 18 | GBR 1 22 | GBR 2 11 | SMR 1 Abd | SMR 2 Np | MEX 1 14 | MEX 2 9 | BEL 1 15 | BEL 2 15 | GER 1 24 | GER 2 16 | TUR 1 12 | TUR 2 14 | ESP 1 12 | ESP 2 10 | MAC 1 Abd | MAC 2 8 | 22e        | 1      |